# 10358 Kirchhoff
10358 Kirchhoff este un asteroid din centura principală de asteroizi.

## Descriere
10358 Kirchhoff este un asteroid din centura principală de asteroizi. A fost descoperit pe 9 octombrie 1993 la Observatorul La Silla de Eric Walter Elst. Asteroidul prezintă o orbită caracterizată de o semiaxă mare de 2,39 ua, o excentricitate de 0,18 și o înclinație de 2,7° în raport cu ecliptica.